# Кійлі (волость)
Кійлі (ест. Kiili vald) — волость в Естонії, у складі повіту Гар'юмаа. Волосна адміністрація розташована в містечку Кійлі.

## Розташування
Площа волості — 100,4 км², чисельність населення станом на 2012 рік становить 5134 особи.
Адміністративний центр волості — міське селище (ест. alev) Кійлі. Крім того, на території волості знаходяться ще 2 селища (Кангру, Луйге) і 13 сіл: Аруста, Ваела, Куревере, Ляхтсе, Метсанурга, Мийсакюла, Набала, Паекна, Пійссоо, Саусті, Соокаера, Сигула, Симеру.